# Довезенци
Довезенци, още Довезенце или Довезанце (на македонска литературна норма: Довезанце; на албански: Dovezanci), е село в Северна Македония, в община Куманово.

## География
Селото е разположено в областта Средорек на левия бряг на Крива река в северното подножие на планината Манговица.

## История
Църквата „Свети Спас“ е късносредновековна, от XVI или XVII век.
В края на XIX век Довезенци е българско село в Кумановска каза на Османската империя. Според статистиката на Васил Кънчов („Македония. Етнография и статистика“) от 1900 г. Довезенци е село, населявано от 560 жители българи християни.
Почти цялото население на селото е сърбоманско под върховенството на Цариградската патриаршия. Според патриаршеския митрополит Фирмилиан в 1902 година в Довезенце има 86 сръбски патриаршистки къщи. В края на XIX век в Довезенци е открито сръбско училище. По данни на секретаря на Българската екзархия Димитър Мишев („La Macédoine et sa Population Chrétienne“) в 1905 година в Довезенци има 40 българи екзархисти и 640 българи патриаршисти сърбомани и функционира сръбско училище. В този период селото е една от опорните точки на сръбските чети, които го използват за база при нападенията си над българските села в Кумановско.
| „ | Най-многочислената от тях [сръбските чети] действува в района на голямото сърбоманско село Довезенци, голяма част [от] жителите, на което пълнят ефектива на сръбските чети в Кумановско. | “ |

В учебната 1907/1908 година според Йован Хадживасилевич в селото има патриаршистко училище.
През 1922-1923 година в селото е открита поща, която функционира до 6 април 1941 година.
Според преброяването от 2002 година селото има 123 жители, всички северномакедонци.

## Личности
Родени в Довезенци
- Йован Довезенски (1873 – 1935), сърбомански четнически войвода
- Петко, учител в селото след 1840 година[9]

Починали в Довезенци
- Мирчо Иванов Шулеков, български военен деец, поручик, загинал през Втората световна война[10]